# Pronophila orcus
Pronophila orcus är en fjärilsart som beskrevs av Pierre André Latreille 1799/1804. Pronophila orcus ingår i släktet Pronophila och familjen praktfjärilar. Inga underarter finns listade i Catalogue of Life.